# Polnische Fraktion
Die Polnische Fraktion war von 1871 bis 1918 die Vertretung der polnischen Minderheit im Deutschen Reichstag. Im preußischen Landtag bestand ein Zusammenschluss polnischer Politiker bereits seit 1849. Dieser wurde spätestens seit den 1850er Jahren bereits polnische Fraktion genannt.

## Struktur
Bereits seit 1849 gab es im preußischen Landtag einen polnischen Club. Seit 1856 gab dieser sich eine Fraktionssatzung. Für die insgesamt etwa drei Millionen deutschen Staatsbürger mit polnischer Muttersprache bildete die polnische Fraktion seit 1871 im Reichstag die Interessenvertretung. Die Fraktionen im Reichstag und preußischen Landtag arbeiteten eng zusammen und folgten meist einer Linie. Innerhalb der Fraktionen galt das Prinzip der Einstimmigkeit.
Der Schwerpunkt der Wähler lebte in den preußischen Provinzen Posen, Westpreußen und Oberschlesien. Die Zahl der Mandate schwankte zwischen 13 im Jahr 1887 und 20 im Jahr 1903.
Die Fraktion wandte sich insbesondere gegen die antipolnische Politik und die Germanisierungsversuche während des deutschen Kaiserreichs.
Im Inneren wandelte sich die Zusammensetzung der Fraktion. Dominierten zu Beginn der adelige Großgrundbesitz und die katholische Geistlichkeit, traten nach 1900 verstärkt bürgerliche Politiker mit einer polnischnationalen und demokratischen Ausrichtung in den Vordergrund.

## Verhältnis zu anderen politischen Gruppierungen
Eng verbunden war die Fraktion mit der Zentrumspartei. Allerdings gab es von Anfang an Unterschiede. So hat die polnische Fraktion bei Reichsgründung die Integration der ehemals polnischen Gebiete in das Reich abgelehnt. Gegen die Kartellpolitik von Nationalliberalen und Konservativen kam es aber auch zeitweise zu einer Zusammenarbeit mit den Linksliberalen. Seit den 1890er Jahren kam es zwischen polnischer Fraktion und Zentrumspartei in Oberschlesien zu einer Konkurrenzsituation. Dortige Abgeordnete schlossen sich seither insbesondere seit 1903 verstärkt der polnischen Fraktion statt der Zentrumsfraktion an. Wojciech Korfanty, zunächst Mitglied der Zentrumspartei, war der erste Abgeordnete, der mit einem Mandat der Polnischen Nationaldemokratischen Partei (Polenpartei) für den Wahlkreis Kattowitz-Zabrze von 1903 bis 1912 Mitglied des Deutschen Reichstages wurde.
Auf der anderen Seite begann sich nach der Jahrhundertwende in gemischten Gebieten ein „deutsches Lager“ unter Einschluss der Linksliberalen zu bilden, dem es mit Wahlabsprachen mit Nationalliberalen und Konservativen gelang, Mandate zu gewinnen.

## Politische Entwicklung
In der frühen Zeit stand die Fraktion insgesamt loyal zur Monarchie und agierte eher defensiv. Diese Haltung begann mit der Verschärfung der Germanisierungspolitik unter Otto von Bismarck insbesondere seit 1885/86 in den Hintergrund zu treten. Die Germanisierungspolitik etwa in der Sprachenfrage, die Gründung der Ansiedlungskommission oder die Ausweisung von zahlreichen Polen trugen ungewollt zur Stärkung des polnischen Nationalbewusstseins bei. In der Zeit von Reichskanzler Leo von Caprivi, der einen gemäßigten Kurs in der Polenpolitik verfolgte, änderte sich auch die Haltung der polnischen Politiker. Józef Kościelski versuchte gar, die polnischen Fraktionen zu Stützen der Regierungen in Preußen und im Reich zu machen. Seit 1896 verstärkte sich die antipolnische Politik wieder.
Von 1889 bis 1918 war Ferdinand von Radziwill Vorsitzender der Fraktion. Dessen insgesamt staatsloyale Haltung verlor auf Dauer an Einfluss zu Gunsten einer nationalen Haltung.

## Wahlerfolge
Der Reichstagswahlkreis Regierungsbezirk Danzig 4 wurde bei allen Reichstagswahlen zwischen 1867 und 1912 von Kandidaten der Polnischen Fraktion gewonnen.